# Dichodontus punctipennis
Dichodontus punctipennis är en skalbaggsart som beskrevs av Gilbert John Arrow 1937. Dichodontus punctipennis ingår i släktet Dichodontus och familjen Dynastidae. Inga underarter finns listade i Catalogue of Life.